# Músico
Músico ou musicista é uma pessoa que compõe, conduz ou interpreta música. Pode ter caráter profissional ou amador, exercendo alguma função no campo de música, como a de tocar um instrumento musical, cantando, escrevendo arranjos, compondo, regendo, ou dirigindo um grupo (corais, orquestras, bandas, big band de jazz, etc.). Incluem ainda professores de música e musicoterapeutas. Um músico brasileiro pode ter ou não, uma carteira de alguma instituição que o reconheça, como a Ordem dos Músicos do Brasil. Um músico também pode ou não ter a formação acadêmico-técnica (por intermédio de escolas de música, conservatórios, faculdades ou universidades). Quando ele não tem formação alguma, costuma-se dizer que é um músico popular, ou ainda que aquele músico produz música de ouvido.

## História
No início, a música era apenas ritmo marcado por primitivos com instrumentos de percussão, pois como os povos da antiguidade ignoravam os princípios da harmonia, só com o tempo foram acrescentando a ela fragmentos melódicos.
Na pré-história o homem descobriu os sons do ambiente que o cercava e aprendeu suas diferentes sonoridades: o rumor das ondas quebrando na praia, o ruído da tempestade se aproximando, a melodia do canto animais, e também se encantou com o seu próprio canto, percebendo assim o instrumento musical que é a voz humana. Mas a música pré-histórica não é considerada como arte, e sim uma expansão impulsiva e instintiva do movimento sonoro, apenas um veículo expressivo de comunicação, sempre ligada às palavras, aos ritos e à dança. Os primeiros dados documentados sobre composições musicais referem-se a dois hinos gregos dedicados ao deus Apolo, gravados trezentos anos antes de Cristo nas paredes da Casa do Tesouro de Delfos, além de alguns trechos musicais também gregos, gravados em mármore, e mais outros tantos egípcios, anotados em papiros. Nessa época, a música dos gregos baseava-se em leis da acústica e já possuía um sistema de notações e regras de estética.

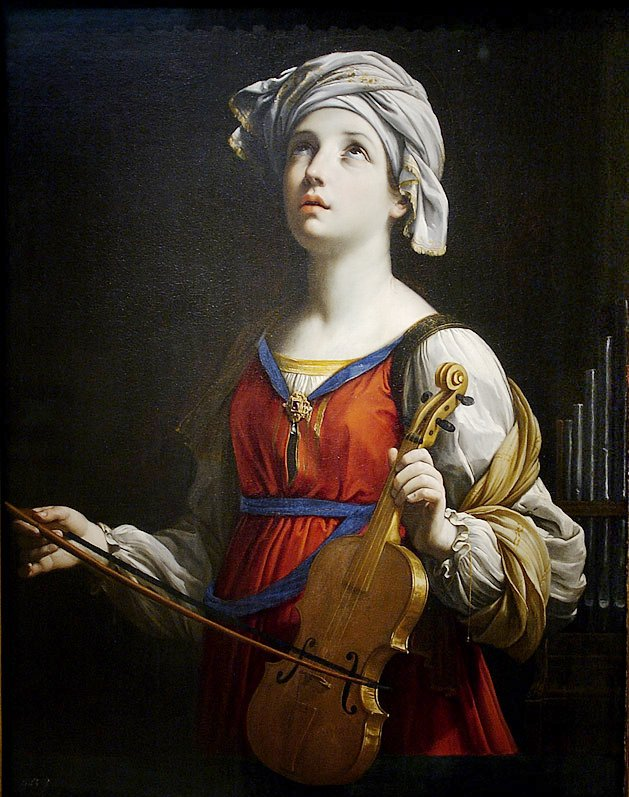
Santa Cecília, considerada pelos católicos a padroeira dos músicos.

Por outro lado, a história de Santa Cecília, narrada no Breviarium Romanum, a apresenta como uma jovem de família nobre que viveu em Roma no século III, nos princípios do cristianismo, decidida a viver como monja desde a infância. Mas apesar dos pais a terem dado em casamento a um homem chamado Valeriano, a jovem convenceu o noivo a respeitar-lhe os votos e acabou convertendo-o à sua fé, passando os dois a participar diariamente da missa celebrada nas catacumbas da via Ápia. Em seguida, Valeriano fez o mesmo com o irmão Tibúrcio, e com Máximo, seu colega íntimo, e por isso os três foram martirizados pouco tempo depois, enquanto Cecília, prevendo o que lhe aconteceria, distribuiu aos pobres tudo o que possuía. Presa e condenada a morrer queimada, ela foi exposta ao fogo durante um dia e uma noite, mas como depois disso ainda se encontrava sem ferimentos, um carrasco recebeu ordem para decapitá-la. Mas, seu primeiro golpe também falhou. Isso aconteceu durante o ano 230, no reinado de Alexandre Severo, época em que Urbano I ocupava o papado. Anos depois uma igreja foi erigida pelo papa no local em que a jovem mártir residira, tornando-se a Igreja de Santa Cecília uma das mais notáveis de Roma.
Muito embora o Breviarium Romanum não faça menção alguma às prendas musicais de Cecília, ela se tornou, por tradição, a padroeira dos músicos, da música e do canto, cuja data de comemoração é 22 de novembro, o mesmo dia dedicado à santa. A tradição conta que Santa Cecília cantava com tal doçura, que um anjo desceu do céu para ouvi-la.